# Moralia (Obras morales y de costumbres)
Moralia (en griego antiguo, Ἠθικά Ethikà) son los restos supervivientes de la obra de la época madura (90 - 117 d. C.) de Plutarco recopilados bajo dicho título latino (también traducidos como Obras morales y de costumbres).
Dicho encabezamiento no se lo dio el propio autor, sino el monje bizantino Máximo Planudes, que recopiló en el siglo XIII diversos trabajos dispersos de Plutarco, e incluso otros —considerados hoy espurios— bajo este rótulo.

## Libros
Desde la edición de Henri Estienne de 1572, Moralia se ha distribuido tradicionalmente en 14 libros, como sigue:

### Libros I-II: tratados ético-didácticos
| Libro | Obra | Español                                          | Griego                                            | Latín                                                                      | Paginación tradicional | Grupo                     | Notas                                                                        |
| ----- | ---- | ------------------------------------------------ | ------------------------------------------------- | -------------------------------------------------------------------------- | ---------------------- | ------------------------- | ---------------------------------------------------------------------------- |
| I     | 1    | Sobre la educación de los hijos                  | Περὶ παίδων ἀγωγῆς                                | De liberis educandis                                                       | 1A-17C                 | Tratados ético-didácticos | Autenticidad discutida                                                       |
| I     | 2    | Cómo debe el joven escuchar la poesía            | Πώς δει τον νέον ποιημάτων ακούειν                | De audiendis poetis o Quomodo adolescens poetas audire debeat              | 17D-37A                | Tratados ético-didácticos |                                                                              |
| I     | 3    | Sobre cómo se debe escuchar                      | Περί του ακούειν                                  | De audiendo o De recta ratione audiendi                                    | 37B-48D                | Tratados ético-didácticos |                                                                              |
| I     | 4    | Cómo distinguir a un adulador de un amigo        | Πώς αν τις διακρίνοιε τον κόλακα του φίλου        | De adulatore et amico o Quomodo adulator ab amico internoscatur            | 48E-74F                | Tratados ético-didácticos |                                                                              |
| I     | 5    | Cómo percibir los propios progresos en la virtud | Πώς αν τις αίσθοιτο εαυτού προκόπτοντος επ’ αρετή | De profectibus in virtute o Quomodo quis suos in virtute sentiat profectus | 75A-86A                | Tratados ético-didácticos |                                                                              |
| II    | 6    | Cómo sacar provecho de los enemigos              | Πώς αν τις υπ’ εχθρών ωφελοίτο                    | De capienda ex inimicis utilitate                                          | 86B-92F                | Tratados ético-didácticos |                                                                              |
| II    | 7    | Sobre la abundancia de amigos                    | Περί πολυφιλίας                                   | De amicorum multitudine                                                    | 93A-97B                | Tratados ético-didácticos |                                                                              |
| II    | 8    | Sobre la fortuna                                 | Περί τύχης                                        | De fortuna                                                                 | 97C-100A               | Tratados ético-didácticos |                                                                              |
| II    | 9    | Sobre la virtud y el vicio                       | Περί αρετής και κακίας                            | De virtute et vitio                                                        | 100B-101D              | Tratados ético-didácticos |                                                                              |
| II    | 10   | Escrito de consolación a Apolonio                | Παραμυθητικός προς Απολλώνιον                     | Consolatio ad Apollonium                                                   | 101E-122A              | Tratados ético-didácticos |                                                                              |
| II    | 11   | Consejos para conservar la salud                 | Υγιεινά παραγγέλματα                              | De tuenda sanitate praecepta                                               | 122B-137E              | Tratados ético-didácticos | Véase el apartado "Medicina" del artículo "Costumbres de la Antigua Grecia". |
| II    | 12   | Deberes del matrimonio                           | Γαμικά παραγγέλματα                               | Coniugalia praecepta                                                       | 138A-146A              | Tratados ético-didácticos |                                                                              |
| II    | 13   | Banquete de los siete sabios                     | Επτά σοφών συμπόσιον                              | Septem sapientium convivium                                                | 146B-164D              | Tratados ético-didácticos |                                                                              |
| II    | 14   | Sobre la superstición                            | Περί δεισιδαιμονίας                               | De superstitione                                                           | 164E-171E              | Tratados ético-didácticos |                                                                              |

### Libro III
- 15. Máximas de reyes y generales (Βασιλέων αποφθέγματα και στρατηγών - Regum et imperatorum apophthegmata)
- 16. Máximas de espartanos (Άποφθέγματα Λακωνικά - Apophthegmata Laconica)
- 17. Antiguas costumbres de los espartanos (Τα παλαιά των Λακεδαιμονίων επιτηδεύματα - Instituta Laconica)
- 18. Máximas de mujeres espartanas (Λακαινών αποφθέγματα - Lacaenarum apophthegmata)
- 19. Virtudes de mujeres (Γυναικών αρεταί - Mulierum virtutes)

### Libro IV
- 20. Cuestiones romanas (Αίτια Ρωμαϊκά - Quaestiones Romanae)
- 21. Cuestiones griegas (Αίτια Ελληνικά - Quaestiones Graecae)
- 22. Historias paralelas griegas y romanas (Συναγωγή ιστοριών παραλλήλων Ελληνικών και Ρωμαϊκών - Parallela minora)[2] (Pseudo Plutarco)
- 23. Sobre la fortuna[3] de los romanos (Περί της Ρωμαίων τύχης - De fortuna Romanorum)
- 24. Sobre la fortuna o virtud[4] de Alejandro Magno (Περί της Αλεξάνδρου τύχης ή αρετής - De Alexandri magni fortuna aut virtute)
- 25. Sobre la fama de los atenienses (Πότερον Αθηναίοι κατά πόλεμον ή κατά σοφίαν ενδοξότεροι - De gloria Atheniensium)

### Libro V
- 26. Sobre Isis y Osiris (Περί Ίσιδος και Οσίριδος - De Iside et Osiride)
- 27. Sobre la E de Delfos (Περί τού Εί τού έν Δελφοίς - De E apud Delphos)
- 28. Sobre los oráculos de la Pitia (Περί του μη χραν έμμετρα νυν την Πυθίαν - De Pythiae oraculis)
- 29. Sobre la desaparición de los oráculos (Περί των εκλελοιπότων χρηστηρίων - De defectu oraculorum)

### Libro VI
- 30. Si la virtud puede enseñarse (Ει διδακτόν η αρετή - An virtus doceri possit)
- 31. Sobre la virtud moral[5] (Περί ηθικής αρετής - De virtute morali)
- 32. Sobre el refrenamiento de la ira (Περί αοργησίας - De cohibenda ira)
- 33. Sobre la paz del alma (Περί ευθυμίας - De tranquillitate animi)
- 34. Sobre el amor fraterno (Περί φιλαδελφίας - De fraterno amore)
- 35. Sobre el afecto por los descendientes (Περί της εις τα έγγονα φιλοστοργίας - De amore prolis)
- 36. Si el vicio es suficiente para causar infelicidad (Ει αυτάρκης η κακία προς κακοδαιμονίαν - An vitiositas ad infelicitatem sufficiat)
- 37. Si las afecciones del alma son peores que las del cuerpo (Περί του πότερον τα ψυχής ή τα σώματος πάθη χείρονα - Animine an corporis affectiones sint peiores)
- 38. Sobre la locuacidad (Περί αδολεσχίας - De garrulitate)
- 39. Sobre la curiosidad (Περί πολυπραγμοσύνης - De curiositate)

### Libro VII
- 40. Sobre el amor a la riqueza (Περί φιλοπλουτίας - De cupiditate divitiarum)
- 41. Sobre la falsa modestia (Περί δυσωπίας - De vitioso pudore)
- 42. Sobre la envidia[6] y el odio (Περί φθόνου και μίσους - De invidia et odio)
- 43. Sobre el alabarse a uno mismo sin suscitar la envidia (Περί του εαυτόν επαινείν ανεπιφθόνως - De se ipsum citra invidiam laudando)
- 44. Sobre los retrasos de la venganza divina[7] (Περί των υπό του θείου βραδέως τιμωρουμένων - De sera numinis vindicta)
- 45. Sobre el hado[8] (Περί ειμαρμένης - De fato) (Pseudo-Plutarco)
- 46. Sobre el genio de Sócrates (Περί του Σωκράτους δαιμονίου - De genio Socratis)
- 47. Sobre el destierro (Περί φυγής - De exilio)
- 48. Escrito de consolación a la esposa (Παραμυθητικός προς την γυναίκα - Consolatio ad uxorem)

### Libro VIII
- 49. Charlas de sobremesa (Συμποσιακά - Quaestiones convivales)

### Libro IX
- 50. Erótico (Έρωτικός - Amatorius)

### Libro X
- 51. Narraciones de amor (Ερωτικαί διηγήσεις - Amatoriae narrationes)
- 52. Sobre la necesidad de que el filósofo converse con los gobernantes (Περί του ότι μάλιστα τοις ηγεμόσιν δει τον φιλόσοφον διαλέγεσθαι - Maxime cum principibus philosopho esse disserendum)
- 53. A un gobernante falto de instrucción (Προς ηγεμόνα απαίδευτον - Ad principem ineruditum)
- 54. Sobre si el anciano debe intervenir en política (Ει πρεσβυτέρω πολιτευτέον - An seni respublica gerenda sit)
- 55. Consejos políticos (Πολιτικά παραγγέλματα - Praecepta gerendae reipublicae)
- 56. Sobre monarquía, democracia y oligarquía (Περί μοναρχίας και δημοκρατίας και ολιγαρχίας - De unius in republica dominatione, populari statu, et paucorum imperio)
- 57. La inconveniencia de contraer deudas (Περί του μη δειν δανείζεσθαι - De vitando aere alieno)
- 58. Vidas de los diez oradores (Βίοι των δέκα ρητόρων - Vitae decem oratorum) (pseudo-Plutarco)
- 59. Comparación de Aristófanes y Menandro (Συγκρίσεως Αριστοφάνους και Μενάνδρου επιτομή - Comparationis Aristophanis et Menandri compendium)

### Libro XI
- 60. Sobre la malevolencia de Heródoto (Περί της Ήροδότου κακοηθείας - De malignitate Herodoti)
- 61. Sobre las opiniones de los filósofos (Περί των αρεσκόντων φιλοσόφοις φυσικών δογμάτων - De placitis philosophorum)
- 62. Cuestiones sobre la naturaleza (Αίτια φυσικά - Quaestiones naturales)

### Libro XII
- 63. Sobre la cara visible de la Luna (Περὶ τοῦ ἐμφαινομένου προσώπου τῷ κύκλῳ τῆς σελήνης - De facie in orbe lunae)
- 64. Sobre el principio del frío (Περί του πρώτως ψυχρού - De primo frigido)
- 65. Sobre si es más útil el agua o el fuego[9]  (Πότερον ύδωρ ή πυρ χρησιμότερον - Aquane an ignis sit utilior)
- 66. Sobre la inteligencia de los animales (Πότερα των ζώων φρονιμώτερα, τα χερσαία ή τα ένυδρα - De sollertia animalium)
- 67. Los animales usan la razón (Περί του τα άλογα λόγω χρήσθαι - Bruta animalia ratione uti)
- 68. Sobre comer carne (Περί σαρκοφαγίας - De esu carnium)

### Libro XIII
- 69. Cuestiones platónicas (Πλατωνικά ζητήματα - Platonicae quaestiones)
- 70. Sobre la generación del alma en el Timeo (Περί της εν Τιμαίω ψυχογονίας - De animae procreatione in Timaeo)
- 71. Epítome a «Sobre la generación del alma en el Timeo» (Επιτομή του περί της εν τω Τιμαίω ψυχογονίας - Epitome libri de animae procreatione in Timaeo)
- 72. Las contradicciones de los estoicos (Περί Στωικών εναντιωμάτων - De Stoicorum repugnantiis)
- 73. Los estoicos dicen más disparates que los poetas (Ότι παραδοξότερα οι Στωικοί των ποιητών λέγουσιν - Stoicos absurdiora poetis dicere)
- 74. Sobre las nociones comunes contra los estoicos (Περί των κοινών εννοιών προς τους Στωικούς - De communibus notitiis adversus Stoicos)

### Libro XIV
- 75. Sobre la imposibilidad de vivir placenteramente según Epicuro (Ότι ουδέ ηδέως ζην έστιν κατ’ Επίκουρον - Non posse suaviter vivi secundum Epicurum)
- 76. Contra Colotes[10] (Προς Κωλώτην - Adversus Colotem)
- 77. De si está bien dicho lo de «vive ocultamente» (Εἰ καλῶς εἴρηται τὸ λάθε βιώσας - An recte dictum sit latenter esse vivendum)
- 78. Sobre la música (Περὶ μουσικῆς - De musica) (Pseudo-Plutarco)